# Prodidomus capensis
Prodidomus capensis är en spindelart som beskrevs av William Frederick Purcell 1904. Prodidomus capensis ingår i släktet Prodidomus och familjen Prodidomidae. Inga underarter finns listade i Catalogue of Life.